# Museo di Loznica
Il Museo di Loznica oppure Museo di Jadar (fiume locale) è un'istituzione che si trova a Loznica, nella Serbia occidentale.

## Storia

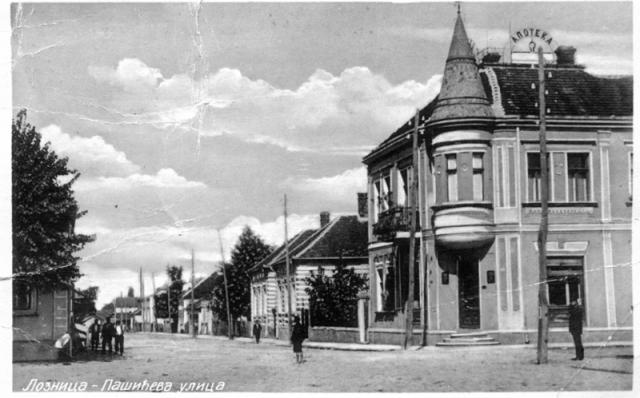
"Vecchia Farmacia" adesso museo

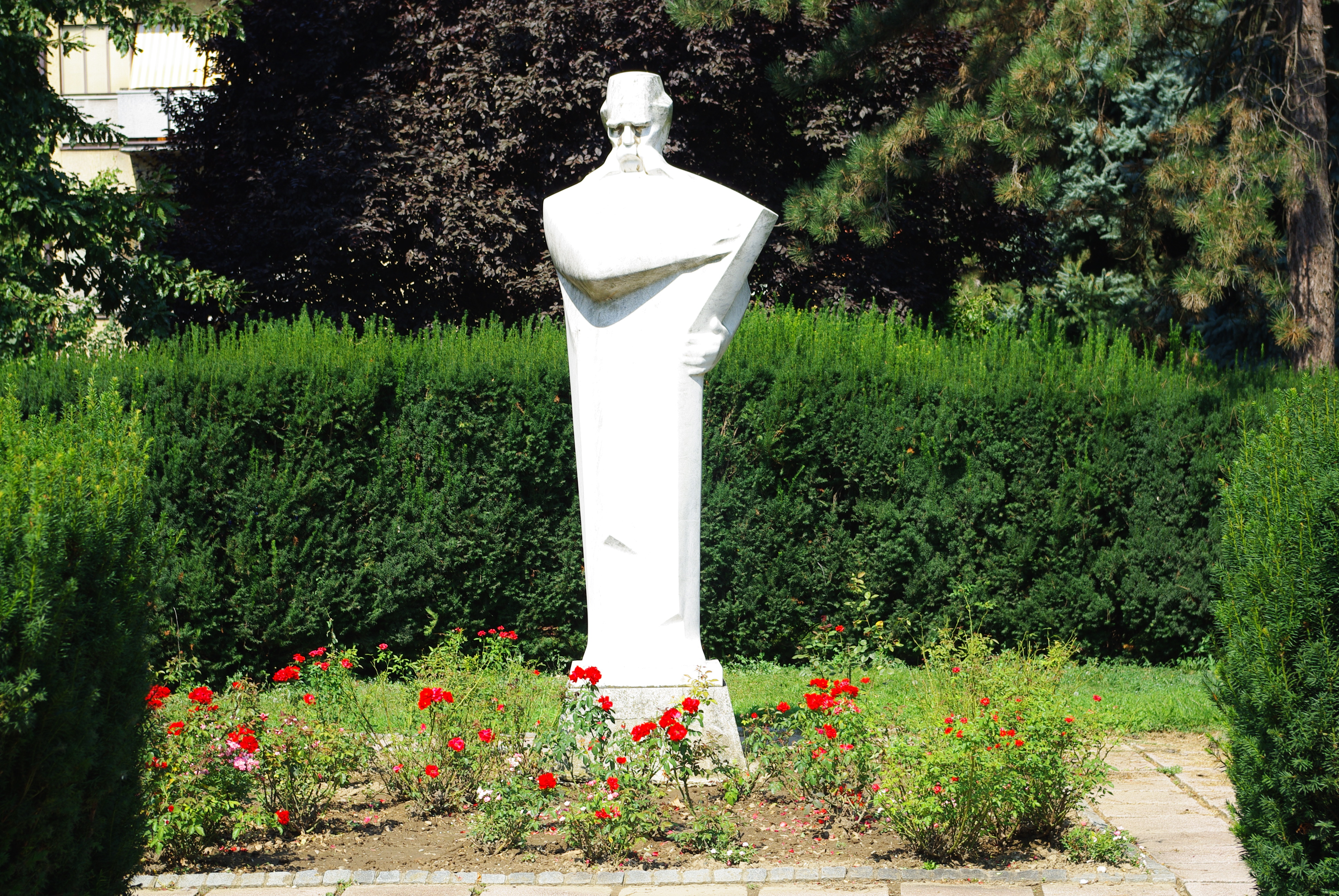
Statua di Vuk Stefanović Karadžić

La creazione del museo è stata decisa nel 1984 dal Comune di Loznica, che ha deciso di ricostruire la "Vecchia Farmacia" e renderla il museo della città.
Il museo è aperto il 14 settembre 1987 in onore di due secoli di Vuk Karadzic Stefanovic.

## Esposizione
Il Museo di Jadar ha una collezione permanente dedicata alle attività dell'uomo nella regione di Loznica dalla preistoria fino al 1950 circa. L'impostazione è stata arricchita negli anni e ora ha 171 oggetti archeologici, 410 etnologici, 516 storici, 195 numismatici e più di 1500 documenti e le foto.
Oltre alla mostra permanente presso il Museo di Jadar occasionalmente si organizzano mostre temporanee, circa 10 volte all'anno per 10-12 giorni.

## Galleria d'immagini

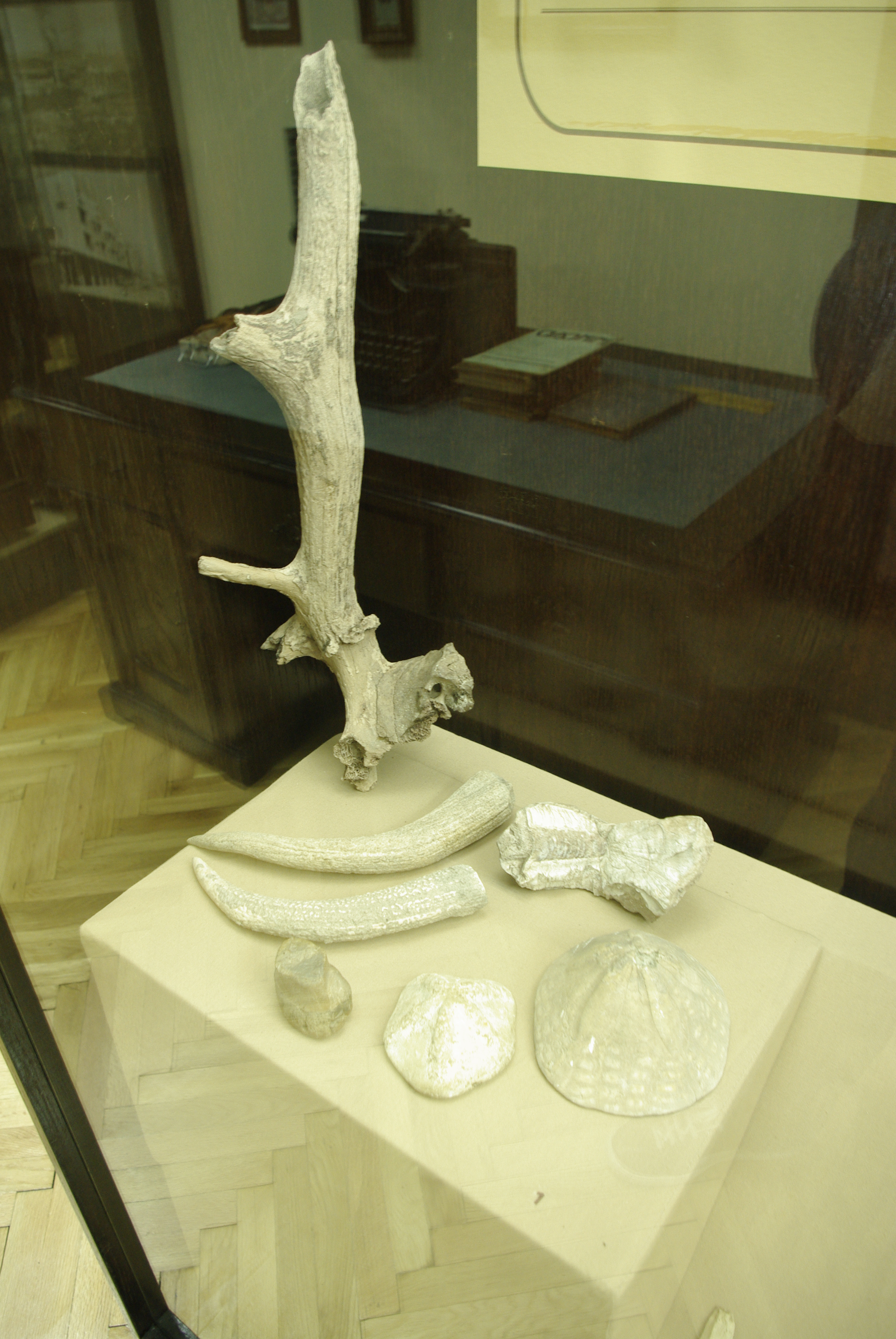
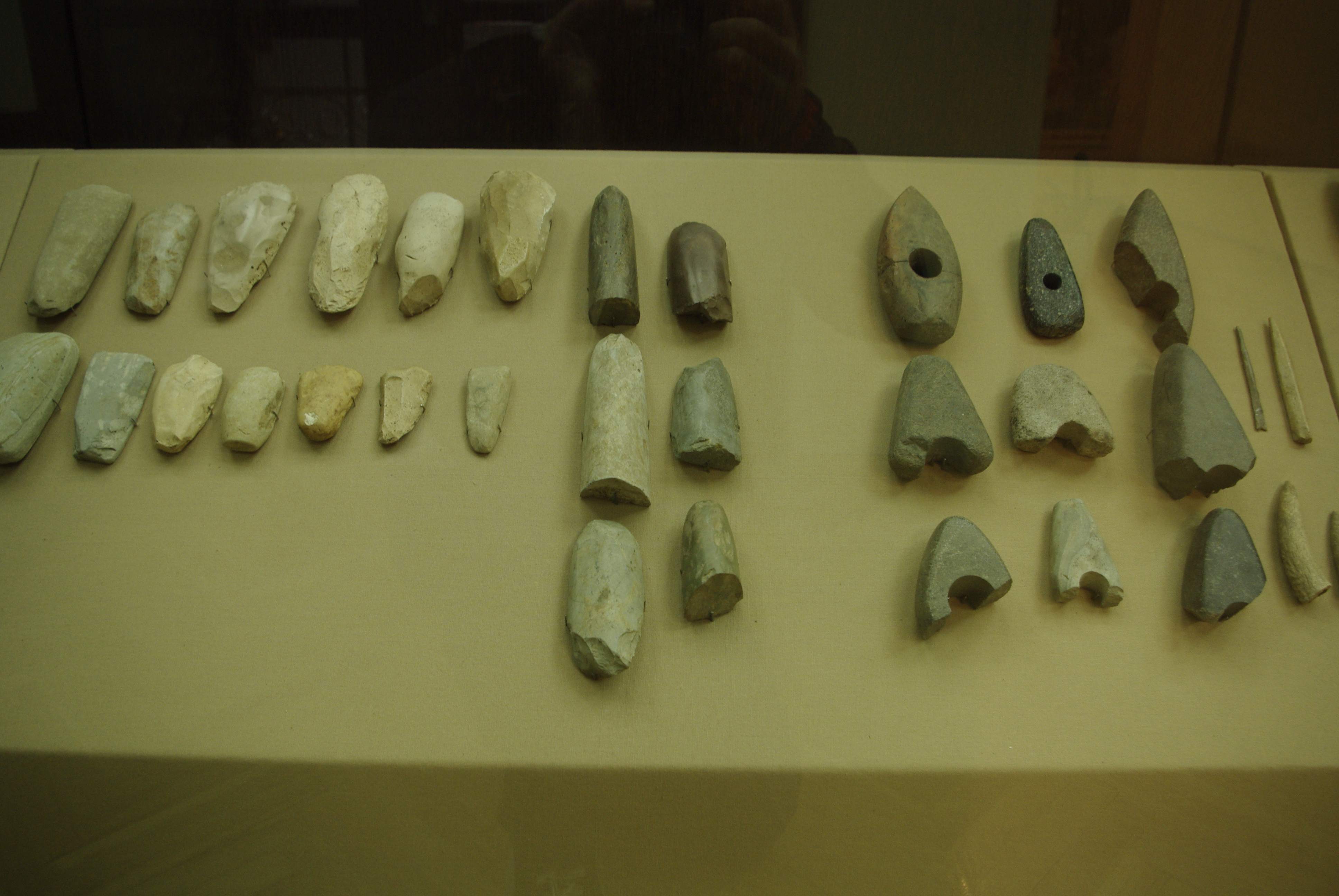
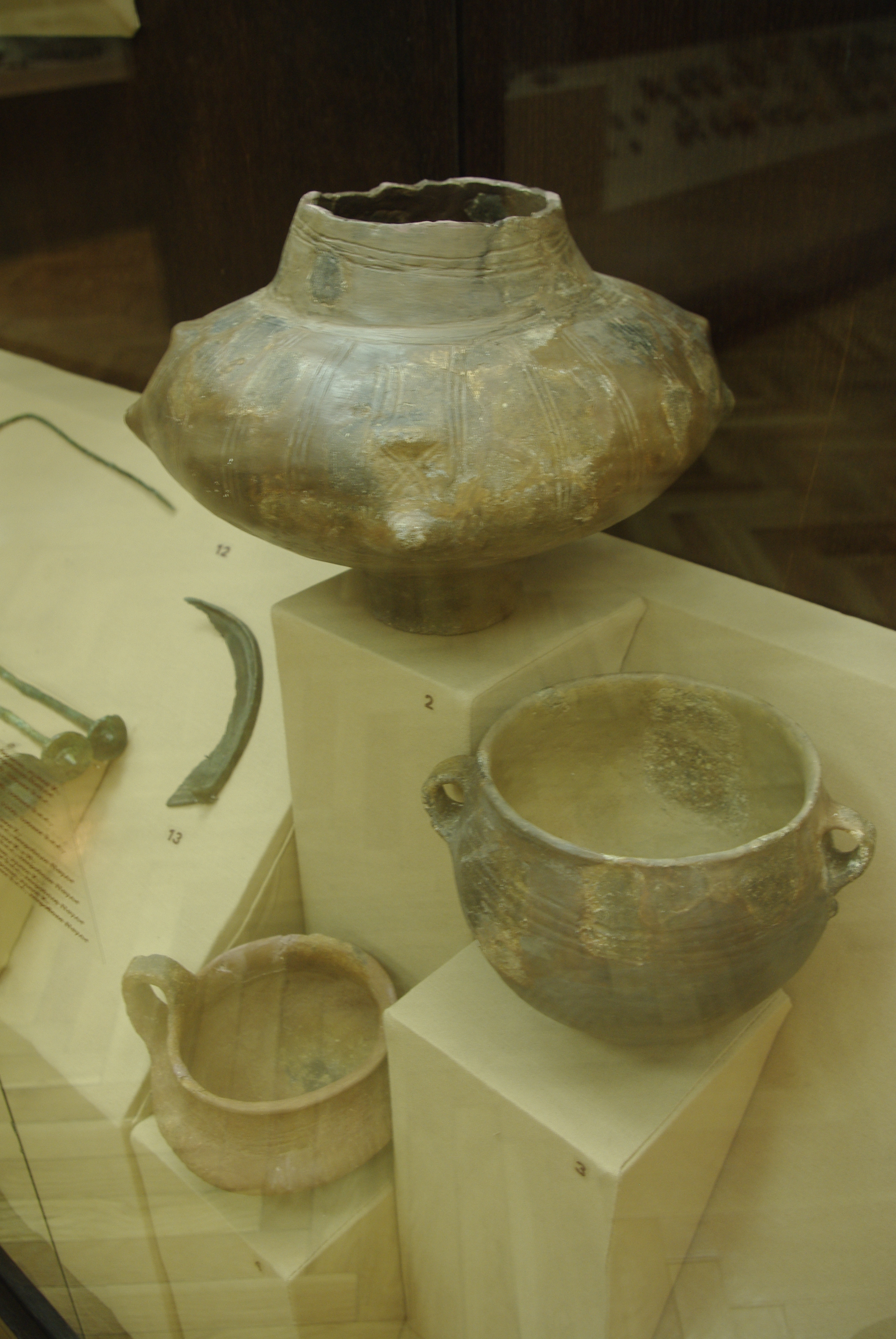
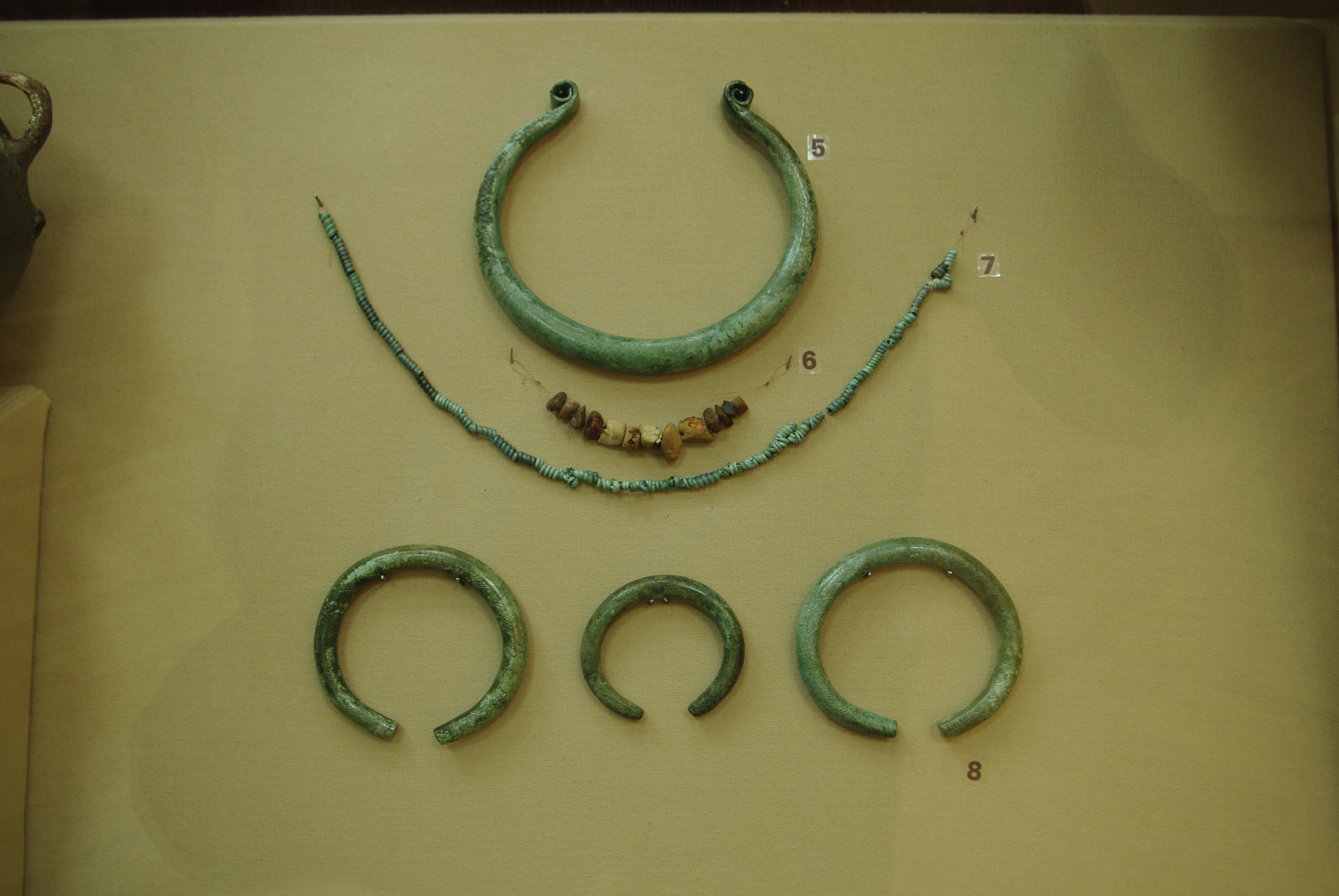
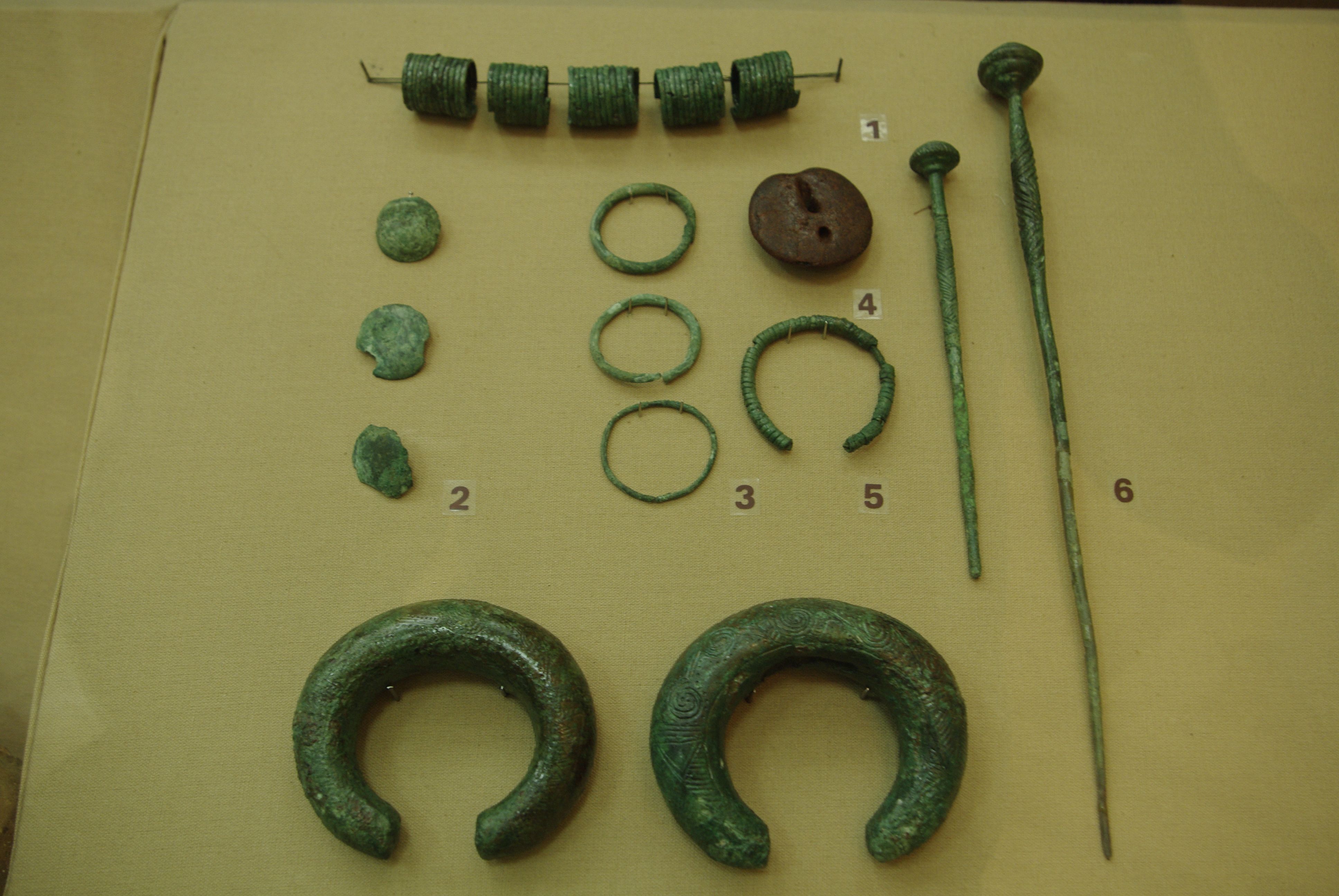
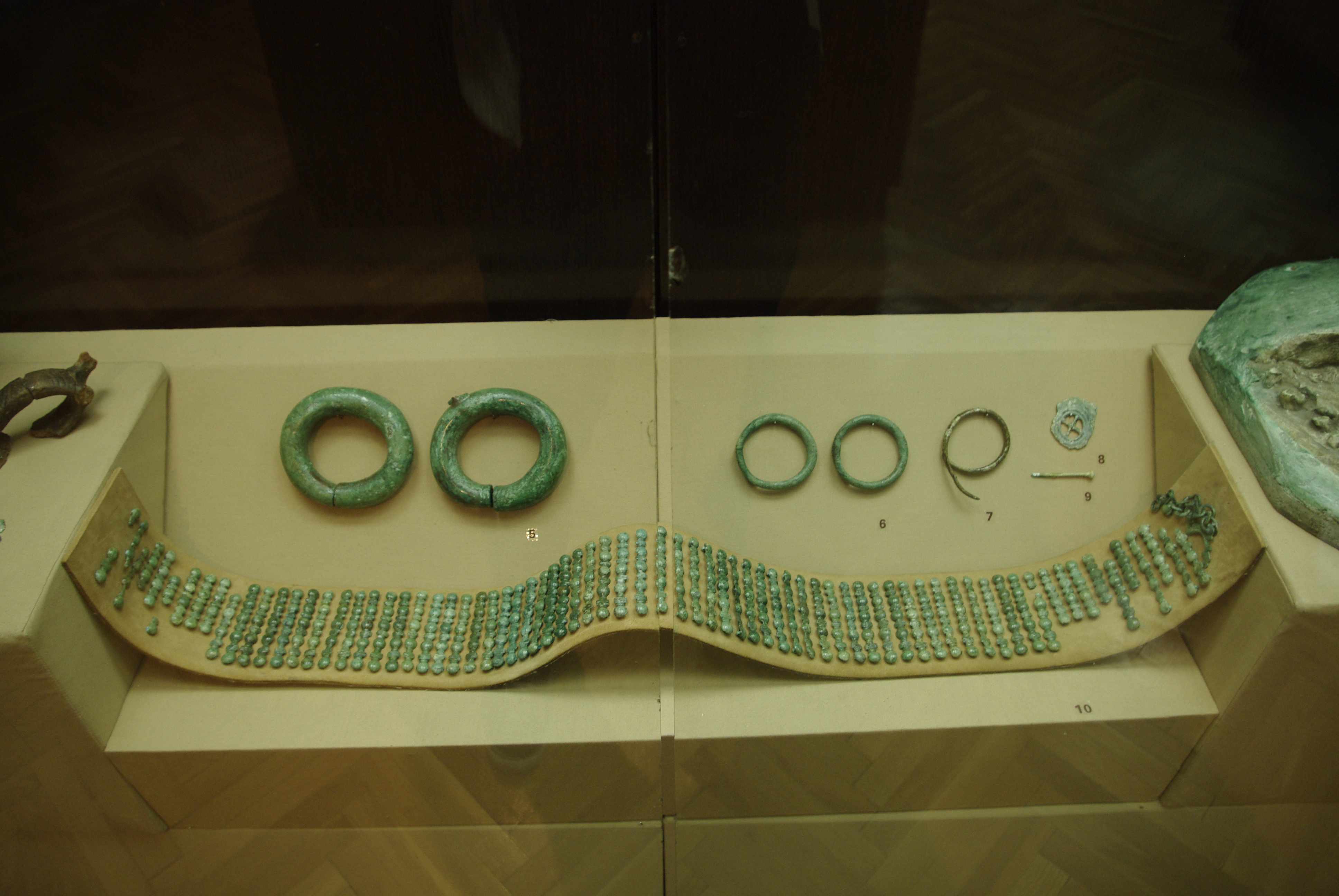
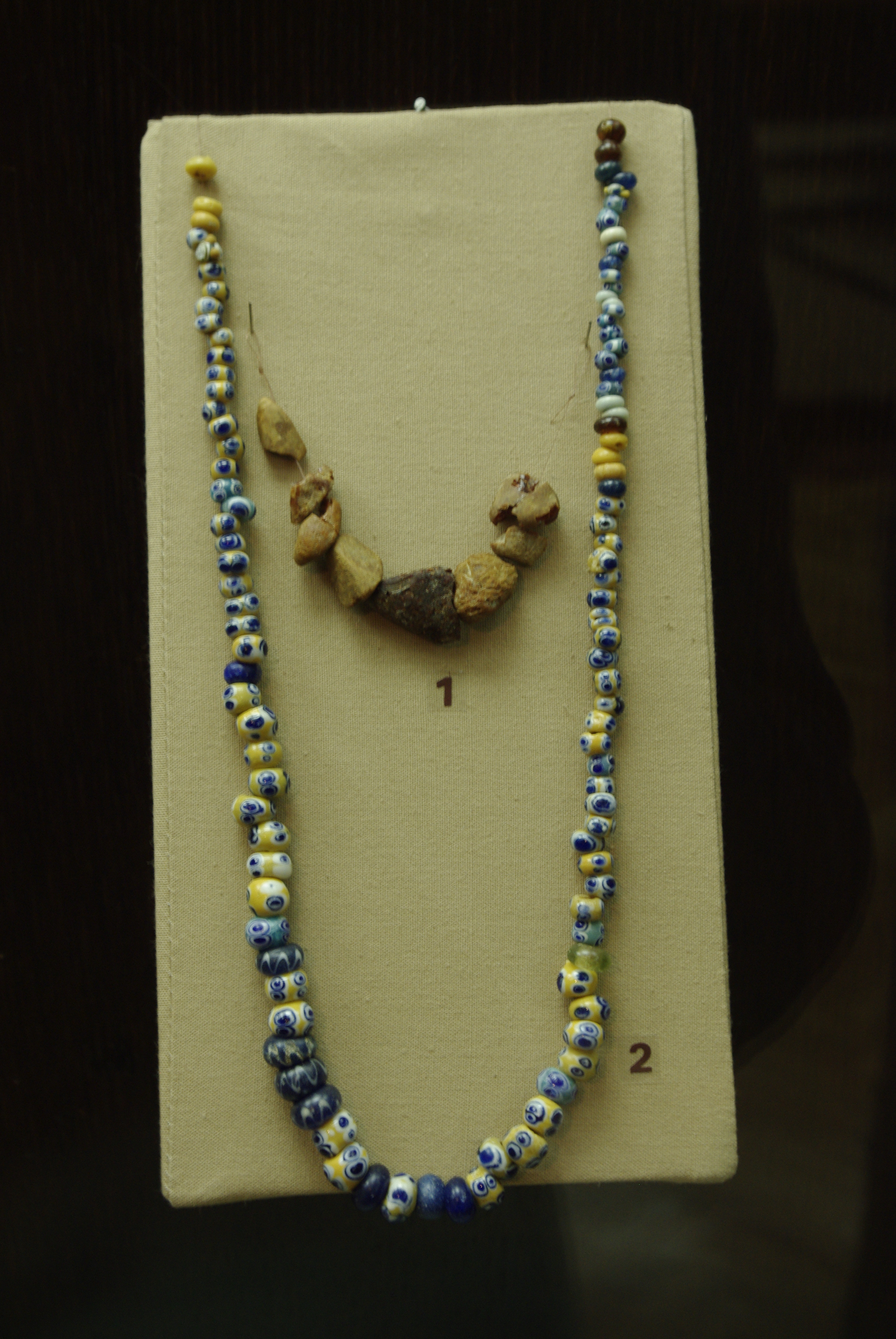
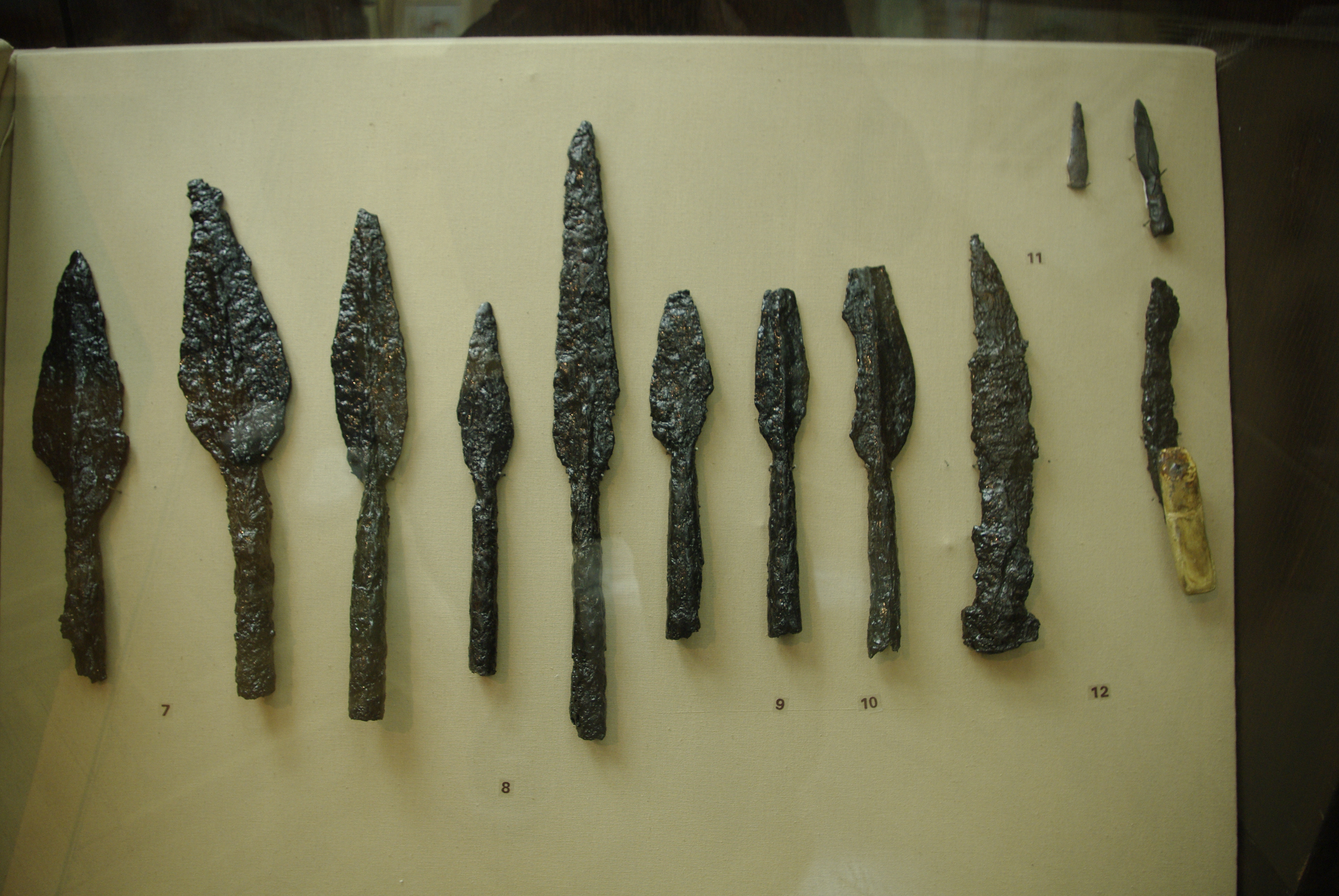
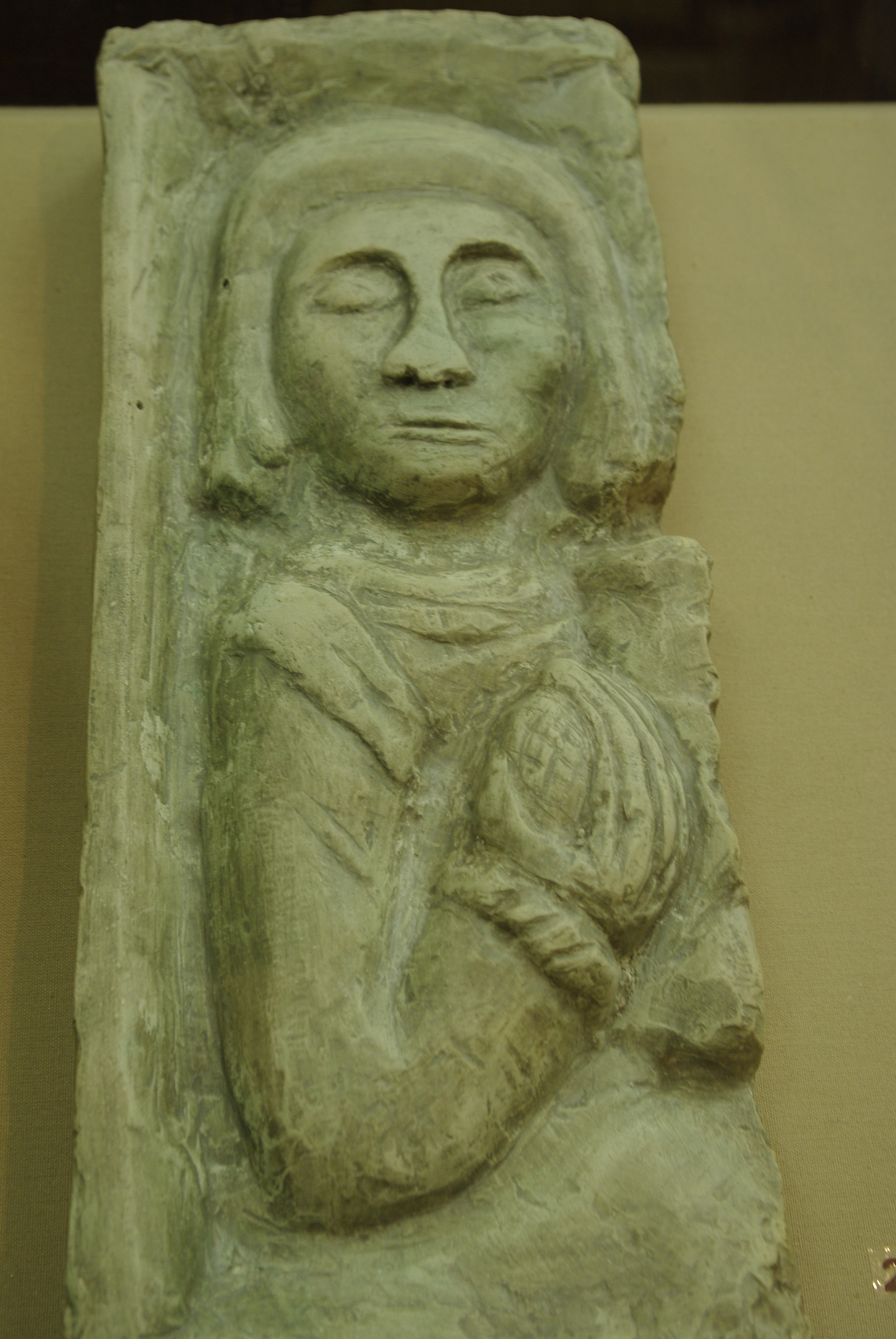
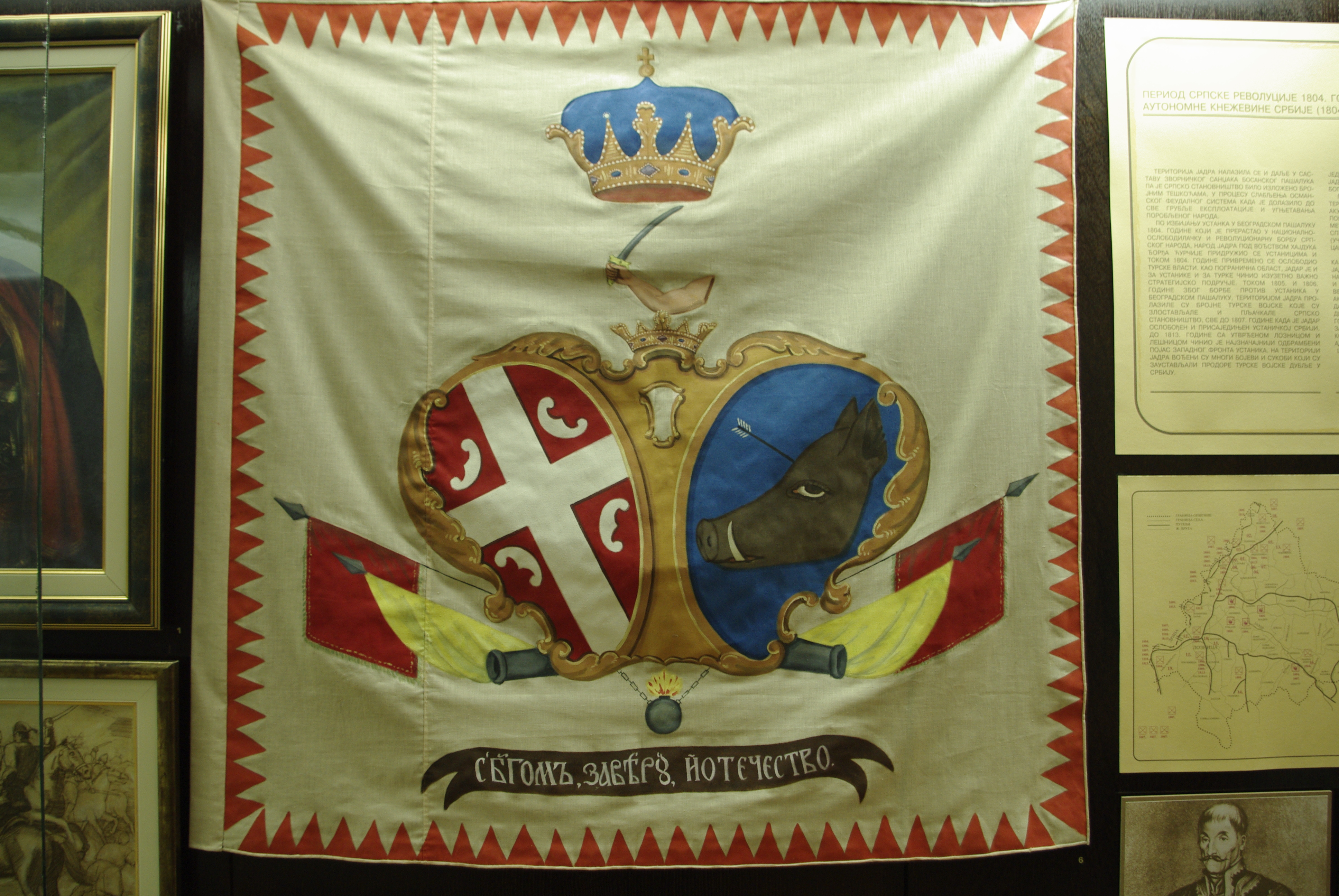
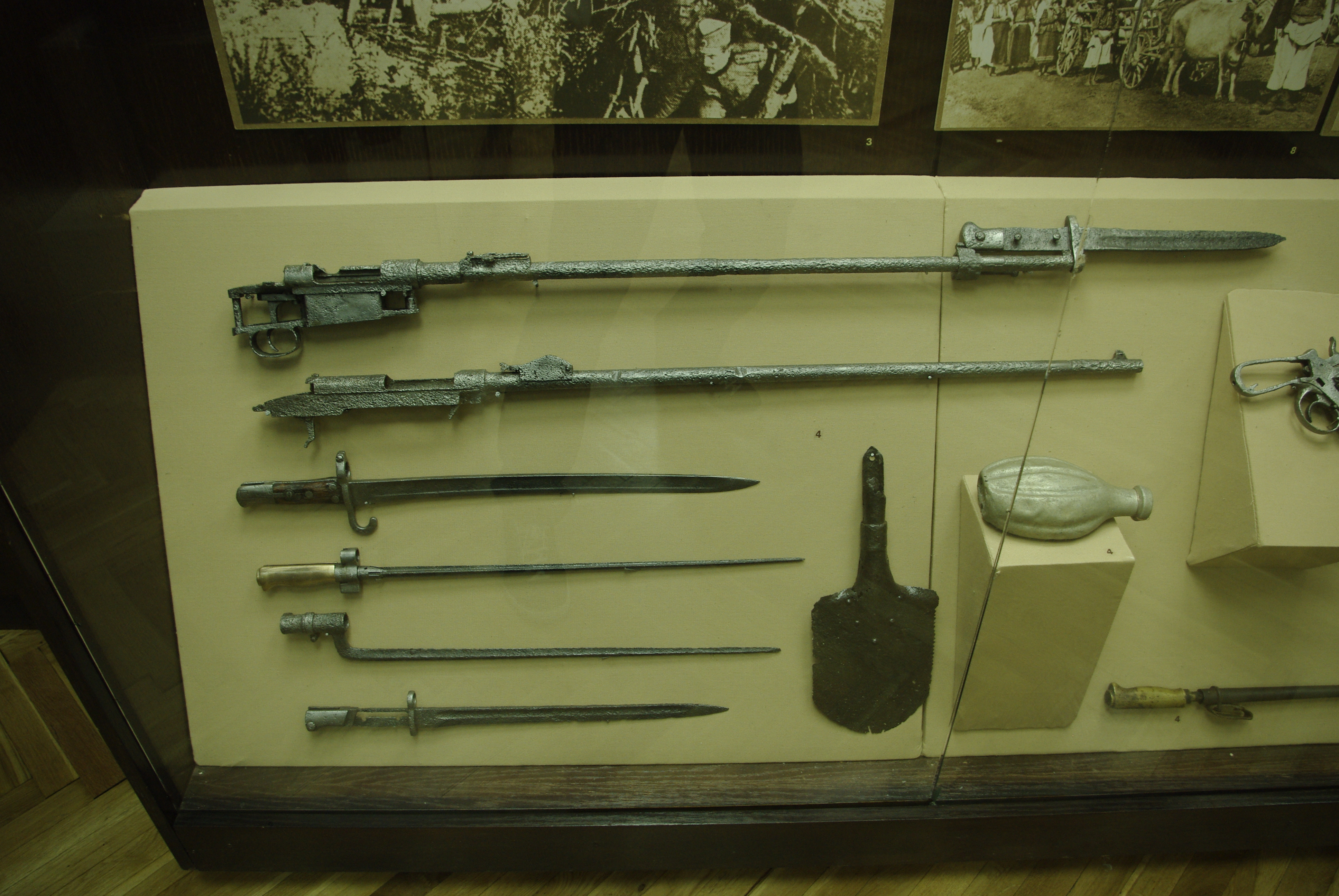
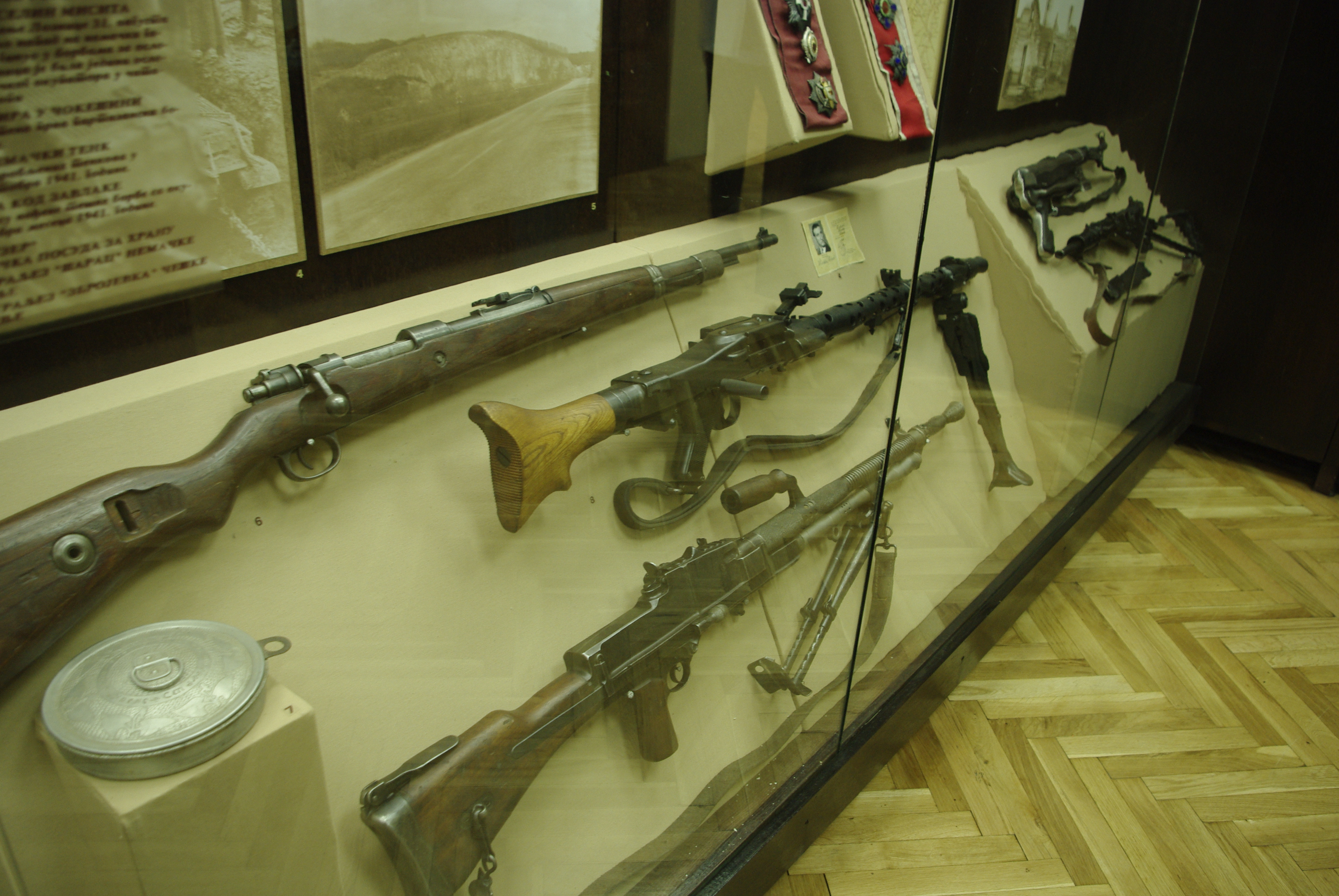